# Zwiebel-Rispengras
Das Zwiebel-Rispengras (Poa bulbosa), auch Knolliges Rispengras genannt, ist eine Pflanzenart aus der Gattung der Rispengräser (Poa) innerhalb der Familie der Süßgräser (Poaceae). Dieses fast unscheinbare Süßgras zeichnet sich durch vegetative Organe, sogenannte Brutknospen (Bulbillen), aus, die sich häufig in den Ährchen der Blütenstände („falsche Viviparie“) und immer an der Basis der Stängel unter Beteiligung der Blattscheiden (zwiebelartige Verdickungen) bilden. Auf die basalen Verdickungen nimmt das Art-Epitheton (lat.) bulbosa für zwiebelig Bezug.

## Beschreibung

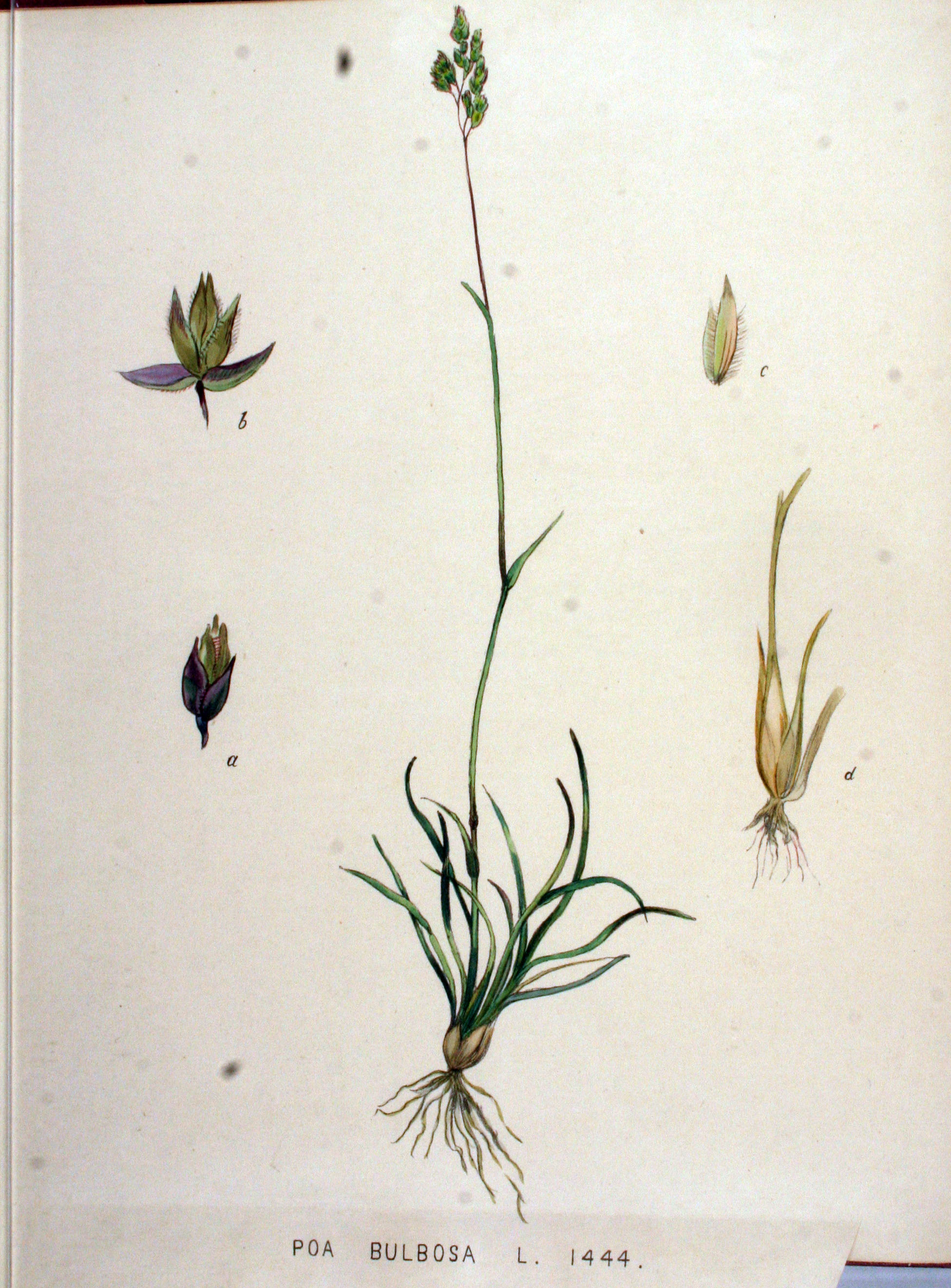
Illustration aus Flora Batava, Volume 19

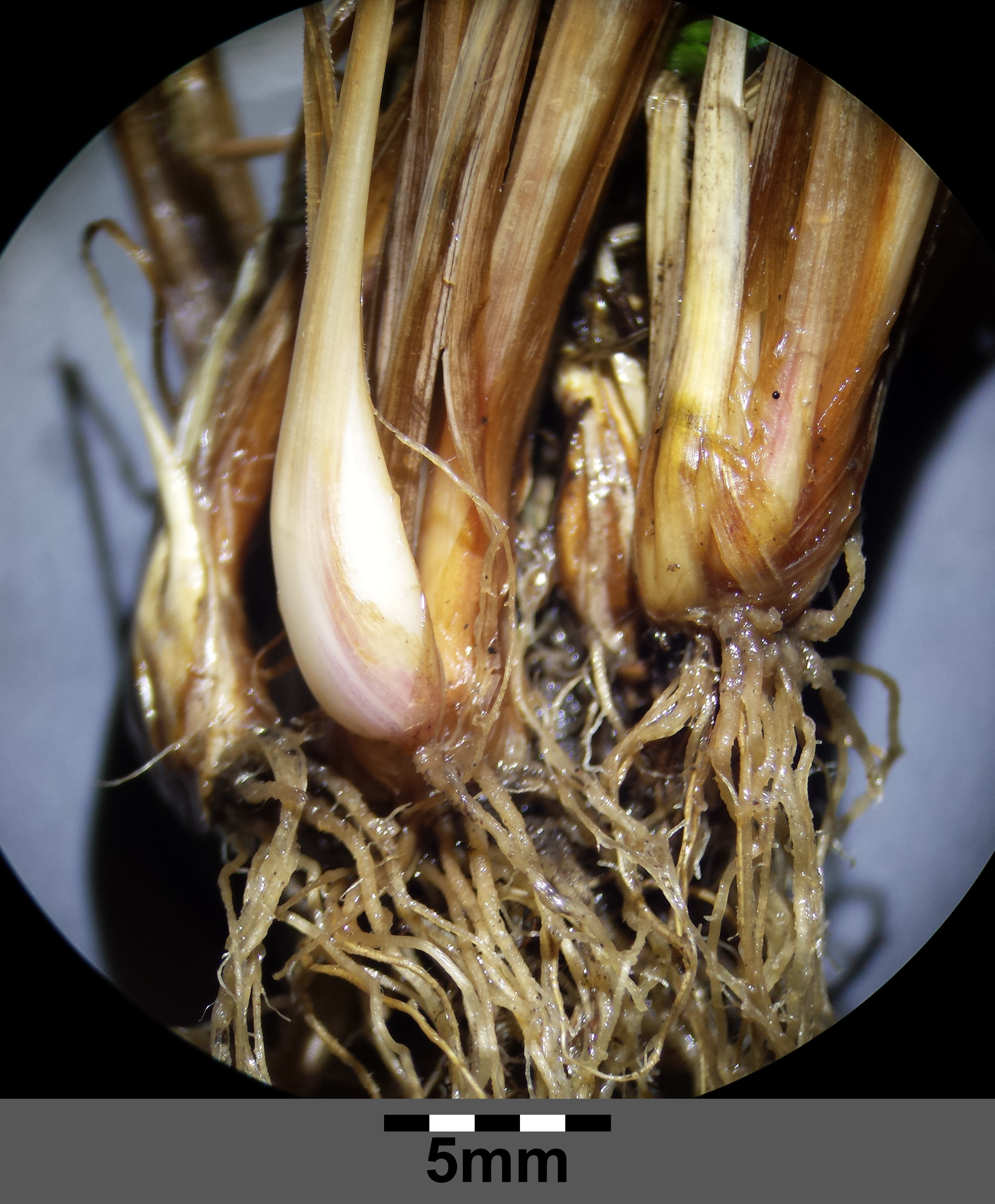
Die Stängel sind am Grund zwiebelartig verdickt.

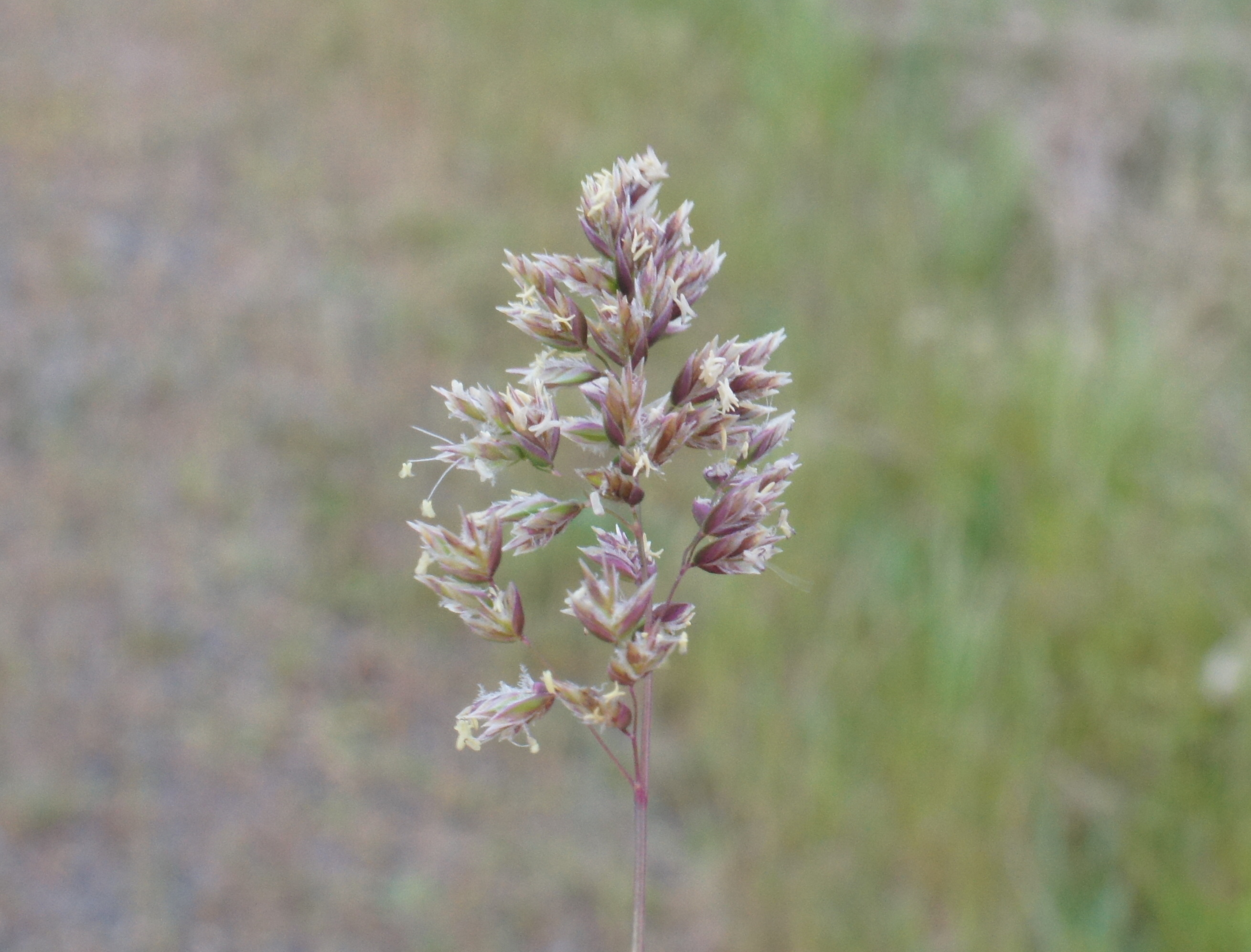
Blütenstand

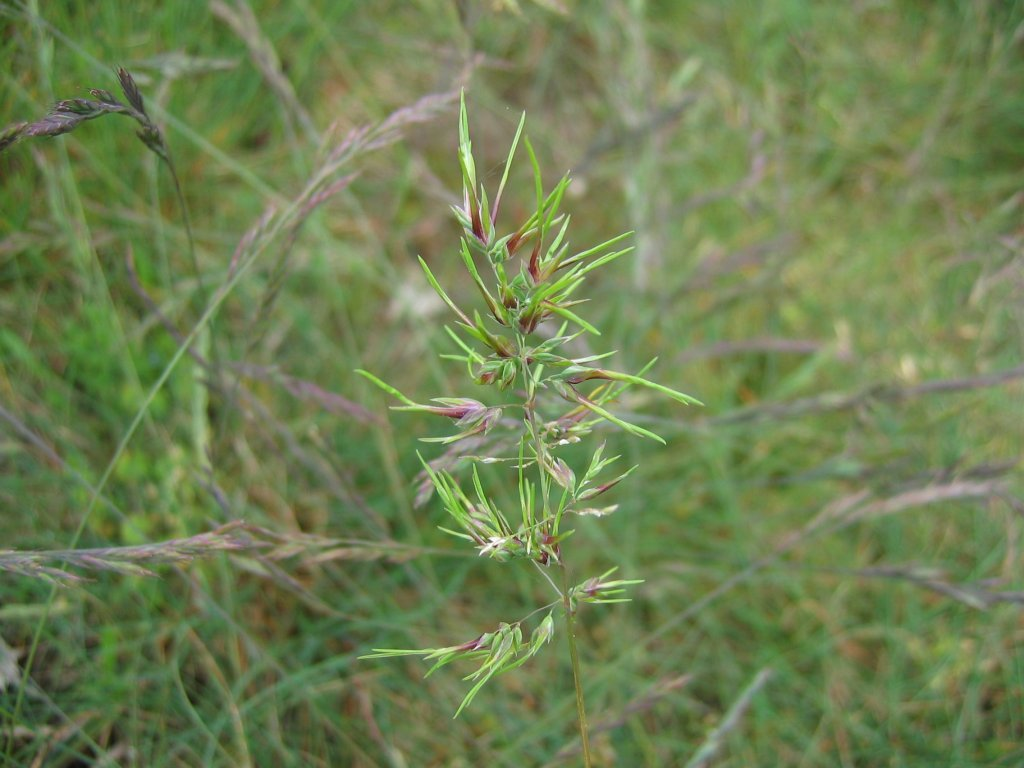
Viviparer Blütenstand

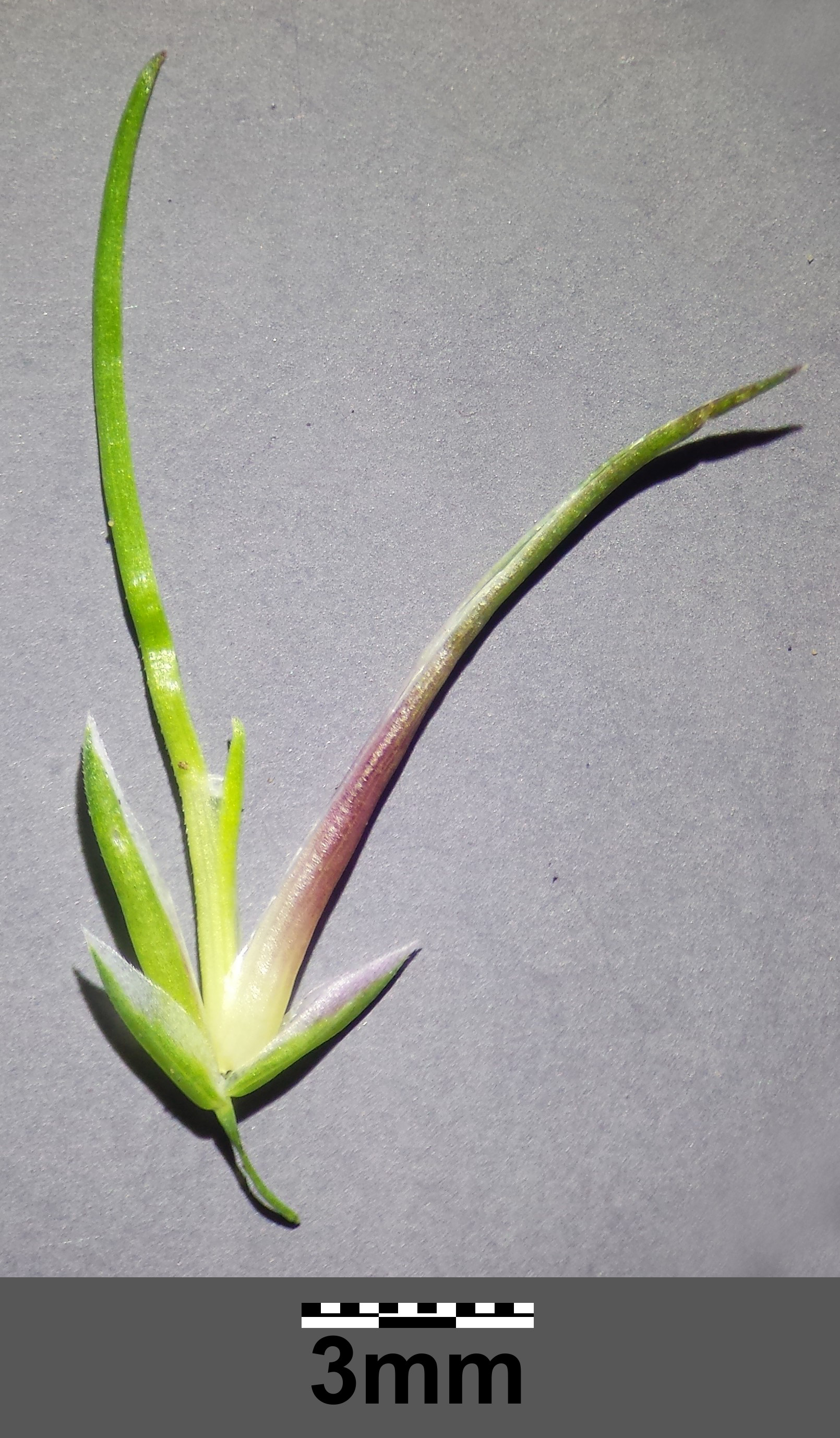
Ährchen mit einem Laubspross statt einer Blüte

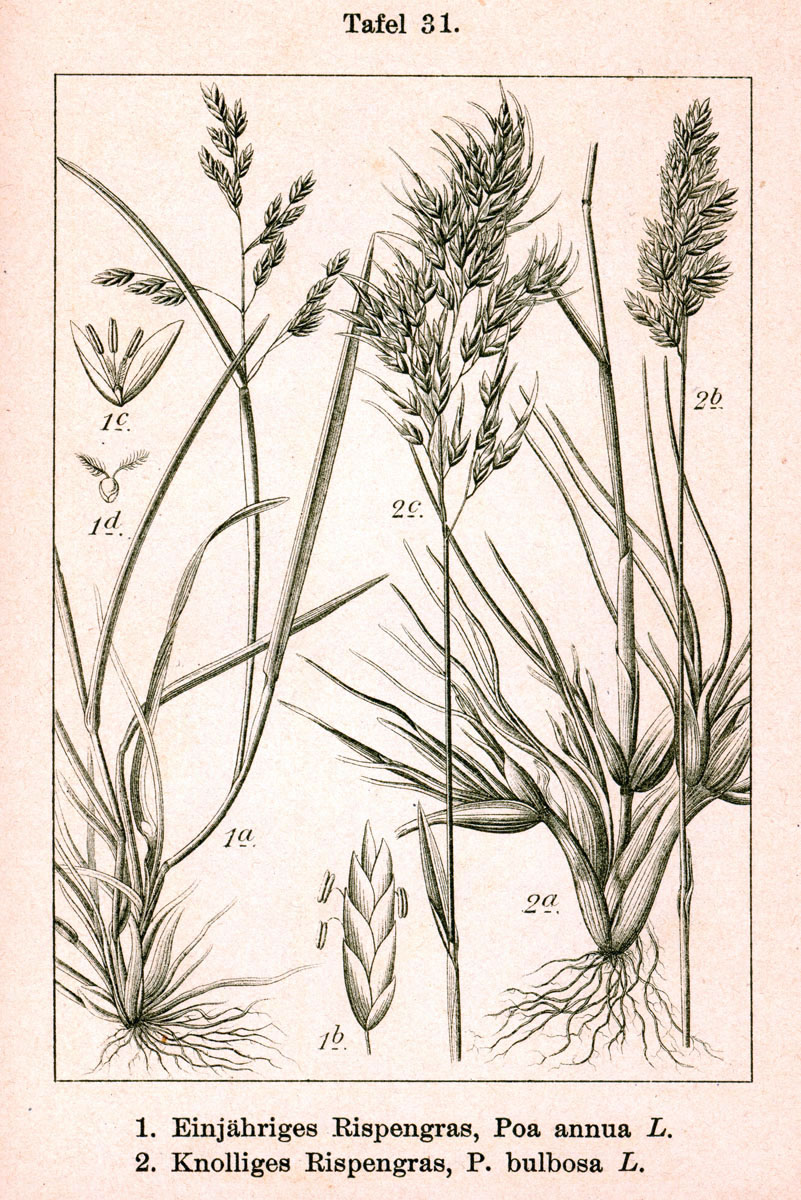
Illustration aus Sturm, Poa bulbosa rechts; links Poa annua

### Vegetative Merkmale
Das Knollige Rispengras ist eine überwinternd grüne, ausdauernde krautige Pflanze, die Wuchshöhen von 5 und 40 Zentimetern erreicht. Sie wächst horstförmig. Die im Querschnitt runden Halme sind dünn und wachsen aufrecht, zuweilen vom Grund an gebogen ausgebreitet. Die Stängel sind unverzweigt, mit zwei bis vier Knoten und glatt. Die Stängelbasis ist durch Blattscheiden zwiebelartig verdickt, daher der Name. Die glatten Blattscheiden sind purpurfarben gefärbt, die oberen sind grün. Die Inneren sind am Grunde vergrößert und fleischig verdickt. Sie bilden die knollige, birnenähnliche Verdickung am Grunde des vegetativen Triebes, in die Reservestoffe eingelagert werden (Brutknospen).
Die Laubblätter sind kahl. Die Blattspreiten sind sehr schmal mit kapuzenförmig zusammengezogener Spitze. Die unteren Blattspreiten sind 1 bis 10 Zentimeter lang und 1 bis 2 Millimeter breit, gefaltet oder geöffnet, an den Rändern sehr fein rau, sonst glatt. Sie vertrocknen bald und brechen ab. Die weißlich-häutigen oder grünen, länglich und spitzen Blatthäutchen sind bis zu 4 Millimeter lang.

### Generative Merkmale
Die Blütezeit erstreckt sich je nach geographischer Lage von März bis Juli. Der aufrechte, lockere, fein verzweigte rispige Blütenstand ist bei einer Länge von 2 und 6 Zentimetern sowie einer Breite von 1 bis 2,5 Millimetern eiförmig bis länglich. Die Rispenäste sind aufsteigend, haarähnlich und sehr fein rau. Die Stielchen sind zwischen 0,3 und 3 Millimeter lang. Die in Grün-, Purpur- und Goldtönen vielfarbigen Ährchen sind bei einer Länge von 2 bis 6 Millimetern eiförmig bis breit-länglich zusammengedrückt und enthalten drei bis sechs Blüten. Sie bringen häufig blatttragende Brutknospen hervor. Die ausdauernden und breit hautrandigen Hüllspelzen sind 2 bis 3 Millimeter lang, gekielt und dünn zugespitzt. Sie sind auf den Kielen rau. Die Unteren sind ein- bis dreinervig, die Oberen dreinervig. Die Deckspelzen überlappen sich. Sie sind lanzettlich bis lanzettlich-eiförmig. Sie sind zwischen 2,5 und 3,5 Millimeter lang, gekielt, häutig und fünfnervig. Sie tragen einen dichten Besatz aus langen, welligen Haaren am Grund. Kürzere, wellige Haare sind auf den Randnerven und auf den Kielen vorhanden. Die Vorspelzen sind so lang wie die Deckspelzen und auf den Kielen sehr fein behaart. Die Staubbeutel sind 1 bis 1,5 Millimeter lang. Die Samen werden von den Deckspelzen fest umschlossen.
Die Chromosomenzahl beträgt 2n = 14, 28, 42, 45 oder 58.

## Ökologie
Beim Knolligen Rispengras handelt es sich um einen Hemikryptophyten. Es lebt in Mitteieuropa apomiktisch und ist die einzige echte Zwiebelpflanze unter den Gräsern Mitteleuropas.
Die Bestäubung erfolgt durch den Wind.
Neben der generativen Vermehrung stehen dem Knolligen Rispengras Brutknospen (Bulbillen) zur vegetativen Verbreitung und Vermehrung zur Verfügung (Blastochorie). Nachdem die oberirdischen Pflanzenteile abgestorben sind, verbleiben die nun nicht mehr miteinander verbundenen basalen zwiebelartigen Brutknospen, in die Reservestoffe eingelagert sind. Sie können vom Wind verweht werden. Jede Brutknospe bildet dann die Grundlage für eine neue Pflanze. Ferner kommt bei dem Knolligen Rispengras häufig die „falsche Viviparie“ vor, ähnlich wie bei dem Alpen-Rispengras (Poa alpina). Dabei bilden sich in den Ährchen nach der Blütezeit Tochterpflanzen, die sich nicht aus den Samen entwickeln (Viviparie), sondern aus blatttragenden Brutknospen. Diese Jungpflanzen fallen später zu Boden oder verbleiben an der Mutterpflanze. Die Rispen biegen sich unter dem Gewicht der Jungpflanzen hinab, wo diese unmittelbar wurzeln können.

## Verbreitung und Standort
Das Knollige Rispengras ist in Eurasien und Nordafrika weitverbreitet. Sein Verbreitungsgebiet reicht von Europa bis zum nordwestlichen China, von Makaronesien bis zum Himalaja und umfasst auch die Capensis. In Nord- bis Südamerika, Australien und Neuseeland ist die Art ein Neophyt. In Europa kommt es in fast allen Ländern vor und fehlt nur in Irland, Island, Lettland, Estland, Nordmazedonien und ist in Litauen nur eingeführt.
Das Knollige Rispengras besiedelt vorwiegend sommertrockene, zuweilen ruderal beeinflusste, lückige Trocken- und Halbtrockenrasen, auf sandigen und steinigen Rainen, Mauern, Hängen sowie in lichten Trockenwäldern. Sein Schwerpunkt liegt in warmen und sonnigen, leicht beschatteten Lagen, oft in Küstennähe. Er gedeiht auf stickstoffarmen bis stickstoffärmsten, sehr trockenen und mäßig sauren, meist kalkhaltigen Böden. Es gedeiht in Mitteleuropa in Gesellschaften der Klasse Sedo-Scleranthetea, auch der Klasse Festuco-Brometea oder der Verbände Polygonion avicularis oder Cynosurion. Im Mittelmeergebiet kommt es in Gesellschaften der Klasse Thero-Brachypodietea vor. Es steigt in Mitteleuropa im Kanton Wallis im Nicolaital bis 2300 Meter Meereshöhe auf.
Das Knollige Rispengras ist eine Halblicht- bis Volllichtpflanze. Seine ökologischen Zeigerwerte der Pflanze nach Ellenberg lauten: L = 8, T = 7, K = 7, F = 3, R = 5, N = 2, S = 0.
Die ökologischen Zeigerwerte nach Landolt et al. 2010 sind in der Schweiz: Feuchtezahl F = 1+ (trocken), Lichtzahl L = 4 (hell), Reaktionszahl R = 3 (schwach sauer bis neutral), Temperaturzahl T = 4+ (warm-kollin), Nährstoffzahl N = 3 (mäßig nährstoffarm bis mäßig nährstoffreich), Kontinentalitätszahl K = 4 (subkontinental), Salztoleranz 1 = tolerant.

## Taxonomie und Systematik
Das Zwiebel-Rispengras wurde 1753 von Carl von Linné in Species Plantarum Tomus I, S. 70 als Poa bulbosa erstbeschrieben. Ein Synonym ist Poa bulbosa subsp. vivipara (Koeler) Arcang.
Man kann zwei Unterarten unterscheiden:
- Poa bulbosa subsp. bulbosa: Bie dieser Unterart sind die Deckspelzen zwischen den Nerven behaart. Sie kommt im ganzen Gebiet der Art vor.
- Poa bulbosa subsp. pseudoconcinna (Schur) Domin (Syn.: Poa pseudoconcinna Schur): Bei ihr sind die Deckspelzen zwischen den Nerven kahl. Sie kommt von den Gebirgen der Balkanhalbinsel (hier in Höhenlagen von 1000 bis 2000 Meter) bis Ungarn und Niederösterreich vor.[2] Sie hat Vorkommen in Italien, Österreich (Burgenland und Niederösterreich)[6], Tschechien, in der Slowakei, Ungarn, Bulgarien und Griechenland.[4]